# Hallabäckens dalgång
Hallabäckens dalgång är ett naturreservat i Bjuvs och Svalövs kommuner  i Skåne län.
Reservatet är skyddat sedan 2014 och omfattar 197 hektar. Reservatet är beläget på Söderåsens sydsida med Hallabäcken i dalens botten. Reservatet består av ädellövskog och betesmarker.